# Eugenia Bujak
Eugenia Bujak (Lentvaris, 25 giugno 1989) è una ciclista su strada ed ex pistard polacca naturalizzata slovena che corre per il Cofidis Women Team. Nel 2014 ha vinto il titolo europeo di corsa a punti su pista, mentre nel 2016 si è aggiudicata il Grand Prix de Plouay su strada.

## Palmarès

### Strada
- 2013 (una vittoria)

Campionati polacchi, Prova in linea Elite
- 2014 (BTC City Ljubljana, una vittoria)

Campionati polacchi, Prova a cronometro Elite
- 2015 (BTC City Ljubljana, due vittorie)

Campionati polacchi, Prova a cronometro Elite
2ª tappa Internationale Thüringen Rundfahrt (Erfurt > Erfurt)
- 2016 (BTC City Ljubljana, tre vittorie)

1ª tappa Route de France féminine (San Quintino > Pontoise)
6ª tappa Route de France féminine (Plombières-les-Bains > Soultzmatt)
Grand Prix de Plouay
- 2018 (BTC City Ljubljana, una vittoria)

Campionati sloveni, Prova a cronometro Elite
- 2019 (BTC City Ljubljana, due vittorie)

Campionati sloveni, Prova a cronometro Elite
Campionati sloveni, Prova in linea Elite
- 2021 (Alé BTC Ljubljana, due vittorie)

Campionati sloveni, Prova a cronometro Elite
Campionati sloveni, Prova in linea Elite
- 2022 (UAE Team ADQ, una vittoria)

Campionati sloveni, Prova in linea Elite

### Pista
- 2013

GP Prostejov, Scratch
GP Vienna, Inseguimento individuale
GP Vienna, Scratch
GP Vienna, Corsa a punti
Campionati polacchi, Scratch
- 2014

Campionati europei, Corsa a punti

## Piazzamenti

### Grandi Giri
- Giro d'Italia

2014: 25ª
2015: 34ª
2016: non partita (6ª tappa)
2017: ritirata (8ª tappa)
2018: 24ª
2019: 59ª
2020: 35ª
- Tour de France

2022: 103ª
- Vuelta a España

2023: 76ª
2024: 60ª

### Competizioni mondiali
- Campionati del mondo su strada

Valkenburg 2012 - Cronometro Elite: 27ª
Valkenburg 2012 - In linea Elite: ritirata
Toscana 2013 - Cronometro Elite: 16ª
Toscana 2013 - In linea Elite: 21ª
Ponferrada 2014 - Cronosquadre: 12ª
Ponferrada 2014 - Cronometro Elite: 19ª
Ponferrada 2014 - In linea Elite: ritirata
Richmond 2015 - Cronosquadre: 8ª
Richmond 2015 - Cronometro Elite: 22ª
Richmond 2015 - In linea Elite: 42ª
Doha 2016 - Cronosquadre: 7ª
Doha 2016 - In linea Elite: 31ª
Bergen 2017 - Cronosquadre: 7ª
Bergen 2017 - In linea Elite: 35ª
Innsbruck 2018 - Cronosquadre: 7ª
Yorkshire 2019 - Staffetta: 7ª
Yorkshire 2019 - In linea Elite: 45ª
Imola 2020 - Cronometro Elite: 13ª
Imola 2020 - In linea Elite: 14ª
Fiandre 2021 - Cronometro Elite: 19ª
Fiandre 2021 - In linea Elite: 58ª
Wollongong 2022 - In linea Elite: 56ª
Glasgow 2023 - Cronometro Elite: 12ª
Glasgow 2023 - In linea Elite: 54ª
Zurigo 2024 - Cronometro Elite: 32ª
- Campionati del mondo su pista

Melbourne 2012 - Inseguimento a squadre: 14ª
Melbourne 2012 - Inseguimento individuale: 16ª
Minsk 2013 - Inseguimento individuale: 9ª
Minsk 2013 - Inseguimento a squadre: 4ª
Cali 2014 - Inseguimento a squadre: 4ª
Cali 2014 - Inseguimento individuale: 7ª
St. Quentin-en-Yv. 2015 - Inseg. a squadre: 10ª
St. Quentin-en-Yv. 2015 - Inseg. individuale: 13ª
Londra 2016 - Inseguimento a squadre: 7ª
- Giochi olimpici

Tokyo 2020 - In linea: 19ª
Parigi 2024 - Cronometro: 16ª
Parigi 2024 - In linea: 42ª

### Competizioni europee
- Campionati europei su strada

Plumelec 2016 - In linea Elite: 18ª
Herning 2017 - Cronometro Elite: 6ª
Herning 2017 - In linea Elite: 16ª
Glasgow 2018 - In linea Elite: 13ª
Glasgow 2018 - Cronometro Elite: 7ª
Plouay 2020 - In linea Elite: 23ª
Trento 2021 - Cronometro Elite: 23ª
Trento 2021 - In linea Elite: 13ª
Monaco di Baviera 2022 - Cronometro Elite: 16ª
Monaco di Baviera 2022 - In linea Elite: 18ª
Drenthe 2023 - Cronometro Elite: 8ª
Drenthe 2023 - In linea Elite: 22ª
Limburgo 2024 - Cronometro Elite: 8ª
Limburgo 2024 - In linea Elite: 20ª
- Campionati europei su pista

Anadia 2011 - Inseguimento a squadre Under-23: 2ª
Anadia 2011 - Inseguimento individuale Under-23: 3ª
Apeldoorn 2011 - Corsa a punti: 22ª
Panevėžys 2012 - Inseguimento a squadre: 2ª
Panevėžys 2012 - Corsa a punti: 10ª
Apeldoorn 2013 - Corsa a punti: 8ª
Apeldoorn 2013 - Inseguimento a squadre: 2ª
Baie-Mahault 2014 - Corsa a punti: vincitrice
Baie-Mahault 2014 - Inseguimento a squadre: 4ª
Baie-Mahault 2014 - Inseguimento individuale: 4ª
- Giochi europei

Baku 2015 - Cronometro: 9ª
Baku 2015 - In linea: 9ª
Minsk 2019 - In linea: 10ª
Minsk 2019 - Cronometro: 6ª